# Семеен портрет в интериор
„Семеен портрет в интериор“ (на италиански: „Gruppo di famiglia in un interno“) е филм на Лукино Висконти от 1974 година с участието на Бърт Ланкастър, Хелмут Бергер и Клаудия Кардинале.

## Сюжет
Пенсиониран американски професор (Бърт Ланкастър) живее самотен в луксозен дворец в Рим. И изведнъж там нахълтват вулгарната италианска маркиза (Силвана Мангано) и спътниците ѝ: любовникът ѝ Конрад (Хелмут Бергер), дъщеря ѝ (Клаудия Марсани) и приятелят на дъщеря ѝ (Стефано Патрици) и професорът е принуден да им отдаде под наем апартамент на горен етаж на своя дом. От този момент нататък неговият тих и рутинен живот се превръща в хаос. Чрез машинации на неговите наемателите животът на всеки взема неочакван и неизбежен ход.

## Вдъхновение
Персонажът на професора, изигран от Бърт Ланкастър, е открито вдъхновен от фигурата на Марио Праз. Нещо повече, английското заглавие на филма („Conversation piece“) отпраща към книгата „Scene di conversazione“ на Праз (издадена през 1971 г. от издателство Bozzi).

## В ролите
| Изпълнител        | Роля                    |
| ----------------- | ----------------------- |
| Бърт Ланкастър    | Професора               |
| Хелмут Бергер     | Конрад Хюбел            |
| Силвана Мангано   | Маркиза Бианка Брумонти |
| Клаудия Марсани   | Лиета Брумонти          |
| Стефано Патрици   | Стефано                 |
| Елвира Кортезе    | Ерминия                 |
| Клаудия Кардинале | Съпругата на Професора  |
| Доминик Санда     | Майката на Професора    |
| Ромоло Вали       | Микели                  |

## Награди и номинации
- 1975 Сребърна лента – Лукино Висконти печели наградата за най-добра режисура
- 1975 Сребърна лента – Клаудиа Марсани печели наградата за най-добра изгряваща актриса
- 1975 Сребърна лента – Паскуалино Де Сантис печели наградата за най-добра кинематография
- 1975 Сребърна лента – Migliore Produttore Italiano печели наградата за най-добра продукция
- 1975 Сребърна лента – Марио Гарбуля печели наградата за най-добър дизайн на продукция
- 1975 Давид на Донатело – печели наградата за най-добър филм
- 1975 Давид на Донатело – Бърт Ланкастър печели наградата за най-добър чуждестранен актьор
- 1975 Награда на Японската академия – печели наградата за най-добър чуждестранен филм